# 海豚座U
海豚座U，又名BD+17 4401，HD 197812、SAO 106458、HR 7941，是海豚座的一颗恒星，视星等为6.38，位于銀經62.98，銀緯-15.2，其B1900.0坐标为赤經20h 40m 53.4s，赤緯+17° -15.2′ 35″。